# Empis gibbipes
Empis gibbipes är en tvåvingeart som beskrevs av Gabriel Strobl 1906. Empis gibbipes ingår i släktet Empis och familjen dansflugor. Inga underarter finns listade i Catalogue of Life.